# 4: The Remix
4: The Remix es un EP de la cantante de R&B estadounidense Beyoncé, publicado originalmente el 23 de abril de 2012 por la compañía discográfica Columbia Records. Contiene seis remezclas del cuarto álbum de estudio de Beyoncé, 4, lanzado en 2011, entre las que se encuentran «Run the World (Girls)», hecha por Dave Audé, «Countdown» de Isabella Summers, «Best Thing I Never Had» de Lars B, «Love on Top» de DJ Escape y Tony Coluccio, y dos de «End of Time» de WAWA y JIMEK.
Tras su lanzamiento, el EP debutó en el puesto número veintiocho de la lista UK R&B Chart y en el cuarenta y cuatro del Budget Albums Chart. En los Estados Unidos, ocupó las posiciones once y treinta de las listas Dance/Electronic Albums y Top R&B/Hip-Hop Albums, respectivamente. Antes del lanzamiento del material, la cantante organizó un concurso de remezclas para su entonces próximo sencillo «End of Time». Un jurado eligió la remezcla y el ganador de la competencia fue Radzimir «Jimek» Debski.

## Antecedentes y desarrollo

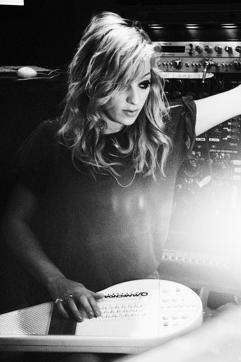
Isabella Summers (foto) de la banda Florence and the Machine remezcló «Countdown».

El 8 de febrero de 2012, se anunció en el sitio oficial de Beyoncé y en un comunicado de prensa emitido por Parkwood Entertainment y Columbia Records que «End of Time» sería publicado como el quinto sencillo de 4, el cuarto álbum de estudio de la cantante. Antes de su lanzamiento, Beyoncé pidió un concurso de remezclas de la canción en asociación con el sitio de intercambio de audio SoundCloud, que permitió votos en la presentación de las remezclas de los participantes, quienes tenían que tener por lo menos 18 años de edad. El concurso, abierto a participantes de veinticinco países, entre ellos los Estados Unidos, el Reino Unido, Australia, Brasil, Canadá, México, Nueva Zelanda, Polonia y España, duró desde el 8 de febrero de 2012 al 9 de marzo del mismo año; según el sitio web de la cantante, el ganador obtendría un premio en efectivo de $4000 y se incluiría en su próximo lanzamiento sin especificar en ese entonces.
Más de dos mil entradas se han subido a SoundCloud a partir del 4 de marzo de 2012 y al día siguiente, emitió otro comunicado de prensa, donde anunció a los miembros del jurado internacional para elegir el ganador de la competencia; el grupo consistía en Beyoncé, la música británica Isabella Summers de la banda Florence and the Machine, el productor musical holandés y disc jockey Afrojack, el dúo de DJ y productores WAWA, Jus-Ske y el productor y compositor ganador de un premio Óscar Giorgio Moroder. Después de que la comunidad SoundCloud haya votado en las entradas, las cincuenta mejores remezclas elegibles fueron revisadas por el anunciado panel de jueces; la originalidad, la creatividad y la musicalidad de esos cincuenta remixes se tomaron en consideración, mientras que las puntuaciones correspondientes les permitieron a los jueces elegir el ganador del gran premio. El 17 de abril, Radzimir «Jimek» Debski de Polonia, ganó la competencia, y fue anunciado a través de un comunicado de prensa.

## Lanzamiento y producción
El mismo día, 17 de abril de 2012, se anunció mediante un comunicado de prensa que Beyoncé lanzaría un EP de remezclas titulado 4: The Remix. El diseño de la portada y la fecha del lanzamiento del 23 de abril de 2012 en los Estados Unidos, se dieron a conocer el mismo día a través de la nota de prensa. La compañía discográfica publicó el EP en las tiendas digitales de Francia, Irlanda, Reino Unido, Bélgica, Finlandia, Dinamarca, Australia, Nueva Zelanda, Grecia, Países Bajos, Suecia, Polonia, Malta, Argentina, Colombia, Brasil, México, Canadá y Estados Unidos el 23 de abril de 2011, y en Corea del Sur cuatro días después.
El EP consta de seis remezclas del cuarto álbum de estudio de Beyoncé, 4 (2011), los cuales fueron modificadas y «renovadas» del original. Inicia con la mezcla de Dave Audé de «Run the World (Girls)», y continúa con la de Isa Machine de «Countdown», Lars B de «Best Thing I Never Had», DJ Escape y Tony Coluccio de «Love on Top» y dos de «End of Time» de WAWA y JIMEK. Ben Norman de About.com elogió la remezcla de WAWA de «End of Time», al decir que tenía un «gran golpe» que haría a las personas moverse en un club. Asimismo añadió que tenía «suficiente actitud» para los admiradores de Beyoncé.

### Recepción comercial
A pesar de haber sido publicado solo digitalmente, el EP debutó en la posición veintiocho de la lista UK R&B Chart y en el cuarenta y cuatro del UK Budget Albums para la semana del 5 de mayo de 2012. En la emisión del 12 del mismo mes de la revista Billboard, entró por primera vez en el puesto número once del conteo Dance/Electronic Albums y en el número treinta del Top R&B/Hip-Hop Albums.

## Lista de canciones
- Créditos adaptados de las notas de 4.[44]

| N.º | Título                                          | Escritor(es)                                                                                                  | Productor(es)                                                                                | Duración |  |
| 1.  | «Run the World (Girls)» (Dave Audé Club Remix)  | Terius Nash, Beyoncé, Wesley Pentz, David Taylor, Vybz Kartel, Nick van de Wall                               | David Taylor, Terius Nash, Beyoncé*, S. Taylor* (remezcla y producción adicional: Dave Audé) | 8:32     |  |
| 2.  | «Countdown» (Isabella Summers Remix)            | Nash, Shea Taylor, Beyoncé, Ester Dean, Cainon Lamb, Julie Frost, Michael Bivins, Nathan Morris, Wanya Morris | Beyoncé, S. Taylor, Lamb (remezcla y producción adicional: Isabella Summers)                 | 3:30     |  |
| 3.  | «Best Thing I Never Had» (Lars B Remix)         | Antonio Dixon; Kenneth Edmonds; Larry Griffin, Jr.; Beyoncé; Caleb McCampbell; Patrick M. Smith; S. Taylor    | Beyoncé, Babyface, Dixon, S. Taylor, S1 & Caleb (remezcla y producción adicional: Lars B)    | 7:10     |  |
| 4.  | «Love on Top» (DJ Escape & Tony Coluccio Remix) | Beyoncé, Nash, S. Taylor                                                                                      | Beyoncé, S. Taylor (remezcla y producción adicional: DJ Escape y Tony Coluccio)              | 8:06     |  |
| 5.  | «End of Time» (WAWA Extended)                   | Beyoncé, Dave Taylor, S. Taylor, Nash                                                                         | Beyoncé, The-Dream, Switch, Diplo (remezcla y producción adicional: WAWA)                    | 5:35     |  |
| 6.  | «End of Time» (JIMEK Remix)                     | Beyoncé, D. Taylor, S. Taylor, Nash                                                                           | Beyoncé, The-Dream, Switch, Diplo (remezcla y producción adicional: Radzimir «Jimek» Debski) | 3:55     |  |

(*) Denota coproductor

## Listas
| País (Lista 2012)                        | Mejor posición |
| ---------------------------------------- | -------------- |
| Estados Unidos (Dance/Electronic Albums) | 11             |
| Estados Unidos (Top R&B/Hip-Hop Albums)  | 30             |
| Reino Unido (UK R&B Chart)               | 28             |
| Reino Unido (Budget Albums Chart)        | 44             |

## Historial de lanzamientos
| País           | Fecha               | Formato          | Discográfica             | Referencia |
| -------------- | ------------------- | ---------------- | ------------------------ | ---------- |
| Argentina      | 23 de abril de 2012 | Descarga digital | Columbia Records         | [ 33 ]     |
| Australia      | 23 de abril de 2012 | Descarga digital | Columbia Records         | [ 26 ]     |
| Bélgica        | 23 de abril de 2012 | Descarga digital | Columbia Records         | [ 23 ]     |
| Brasil         | 23 de abril de 2012 | Descarga digital | Columbia Records         | [ 35 ]     |
| Canadá         | 23 de abril de 2012 | Descarga digital | Columbia Records         | [ 37 ]     |
| Colombia       | 23 de abril de 2012 | Descarga digital | Columbia Records         | [ 34 ]     |
| Dinamarca      | 23 de abril de 2012 | Descarga digital | Columbia Records         | [ 25 ]     |
| Estados Unidos | 23 de abril de 2012 | Descarga digital | Columbia Records         | [ 38 ]     |
| Finlandia      | 23 de abril de 2012 | Descarga digital | Columbia Records         | [ 24 ]     |
| Francia        | 23 de abril de 2012 | Descarga digital | Columbia Records         | [ 20 ]     |
| Grecia         | 23 de abril de 2012 | Descarga digital | Columbia Records         | [ 28 ]     |
| Irlanda        | 23 de abril de 2012 | Descarga digital | Columbia Records         | [ 21 ]     |
| Malta          | 23 de abril de 2012 | Descarga digital | Columbia Records         | [ 32 ]     |
| México         | 23 de abril de 2012 | Descarga digital | Columbia Records         | [ 36 ]     |
| Nueva Zelanda  | 23 de abril de 2012 | Descarga digital | Columbia Records         | [ 27 ]     |
| Países Bajos   | 23 de abril de 2012 | Descarga digital | Columbia Records         | [ 29 ]     |
| Polonia        | 23 de abril de 2012 | Descarga digital | Columbia Records         | [ 31 ]     |
| Suecia         | 23 de abril de 2012 | Descarga digital | Columbia Records         | [ 30 ]     |
| Reino Unido    | 23 de abril de 2012 | Descarga digital | Columbia Records         | [ 22 ]     |
| Venezuela      | 23 de abril de 2012 | Descarga digital | Columbia Records         | [ 45 ]     |
| Corea del Sur  | 27 de abril de 2012 | Descarga digital | Sony Music Entertainment | [ 41 ]     |

## Créditos y personal
Créditos adaptados de las notas de 4: The Remix.
| - Beyoncé: vocalista principal, compositora, productora ejecutiva y productora - Terius «The-Dream» Nash: compositor - Thomas «Diplo» Pentz: compositor y productor adicional - Dave «Switch» Taylor: compositor y productor adicional - Adidja «Vybz Kartel» Palmer: compositor - Nick «Afrojack» Wall: compositor - Danny Dunlap: bajo adicional y guitarra adicional - Dave Audé: remezcla adicional y productor - Shea Taylor: compositora - Ester Dean: compositora - Cainon Lamb: compositor | - Julie Frost: compositora - Michael Bivins: compositor - Nathan Morris: compositor - Wanya Morris: compositor - Peter Hanson: ingeniero - Isabella Summers: remezcladora - Kenneth «Babyface» Edmonds: compositor - Antonio Dixon: compositor - Patrick «j.Que» Smith: compositor - Larry Griffin, Jr.: compositor - Calleb Mccampbell: compositor - Marconi de Morais: piano rhrodes, órgano, bajo y solo | - Lars Behrenroth: remezclador - DJ Escape: remezclador - Tony Coluccio: remezclador - Dom Capello: mezcla - Wictor Mysliwiec: remezcla adicional y productor - Michel Bojanowicz: remezcla adicional y productor - Angelo «Pepe» Skordos: A&R - Bill Coleman: A&R - JIMEK: remezclador, remezclador de guitarras, remezclador de rhodes, ingeniero de remezclas, productor de remezclas y remezclador de caja de ritmos |